# Niżnieje Isakowo (obwód wołogodzki)
Niżnieje Isakowo (ros. Нижнее Исаково) – wieś w Rosji, w rejonie kiczmiengsko-gorodieckim obwodu wołogodzkiego. W 2021 r. była niezamieszkana.